# Григорий VIII (папа римский)
Григорий VIII  (лат. Gregorius PP. VIII, в миру Альберто Сартори ди Морра, итал. Alberto Sartori di Morra; между 1105 и 1110, Беневенто — 17 декабря 1187, Пиза) — Папа Римский с 21 октября по 17 декабря 1187 года.

## Духовная карьера
Альберто ди Морра родился около 1110 года в Беневенто и происходил из местной знатной семьи. В юности вступил в монашеский орден (по одной версии, в цистерцианский монастырь Лан; по другой, в бенедиктинский Монтекассино). В промежутке между 1130 и 1140 годами перешёл в недавно образованный орден премонстрантов. Был профессором канонического права в Болонском университете.
В 1155 году Альберто ди Морра был возведён Адрианом IV в сан кардинала-диакона Сант-Адриана, а 14 марта 1158 года — кардинала-священника Сан-Лоренцо-ин-Лучина. Выполнял несколько дипломатических поручений Александра III в качестве легата: в 1163 году вёл переговоры с Фридрихом Барбароссой о прекращении схизмы, в 1172 году — расследовал убийство Томаса Бекета и на соборе в Авранше от имени папы простил Генриха II Английского. В 1178 году стал канцлером Римской церкви (следующий канцлер был назначен только в XX веке Пием X).
21 октября 1187 года, на следующий день после кончины Урбана III, Альберто ди Морра был избран на папский престол и принял имя Григорий VIII. 25 октября 1187 года Григорий VIII был посвящён в епископа и коронован.

## Понтификат
В начале правления Григория VIII в Европу добралось известие о разгроме крестоносцев при Хаттине (4 июля 1187 года). Папа, видя опасность для Иерусалима (на самом деле, в этом момент город уже был взят Саладином 2 октября, но об этом ещё не было известно), призвал к Третьему крестовому походу в своей булле от 29 октября 1187 года «Audita tremendi». Ради будущего похода Григорий VIII примирился с Фридрихом Барбароссой и Генрихом Гогенштауфеном. Поскольку для перевозки крестоносцев требовался флот, Григорий VIII лично отправился в Пизу, чтобы добиться примирения Пизанской республики с другой морской республикой — Генуей. 17 декабря 1187 года Григорий VIII скончался после менее чем двухмесячного понтификата и был погребён в Пизанском кафедральном соборе.